# Sibéria

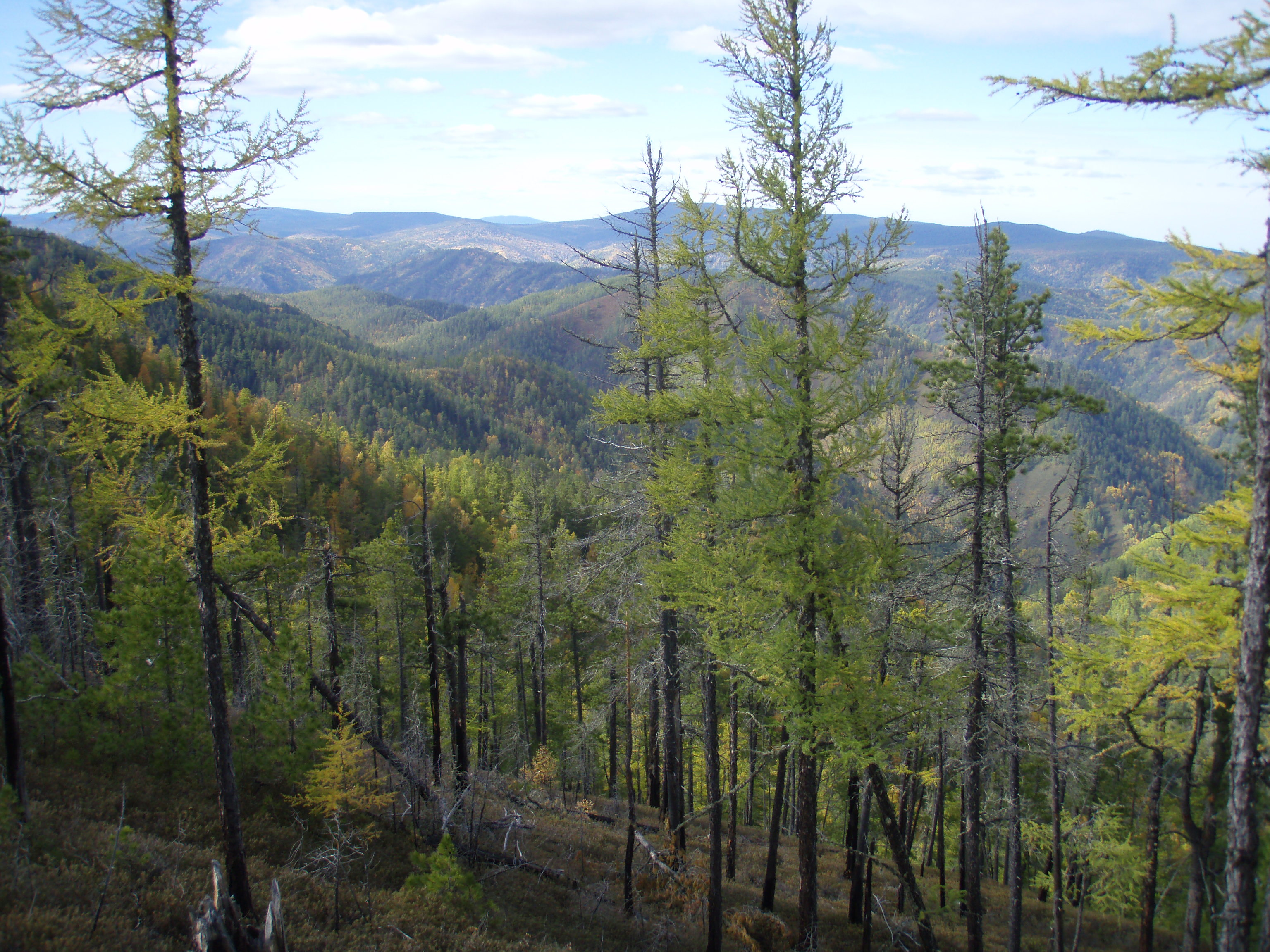
Taiga siberiana

Sibéria (em russo:  Сибирь) é uma extensa região geográfica, constituindo todo o norte da Ásia, desde os Montes Urais, a oeste, até o Oceano Pacífico, a leste. Faz parte da Rússia desde a segunda metade do século XVI, depois que os russos conquistaram terras a leste dos Montes Urais. A Sibéria é vasta e escassamente povoada, cobrindo uma área de mais de 13,1 milhões de quilômetros quadrados, mas abriga apenas um quinto da população da Rússia. Novosibirsk, Omsk e Tcheliabinsk são as maiores cidades da região.
Como a Sibéria é uma região geográfica e histórica e não uma entidade política, não há uma definição única e precisa de suas fronteiras territoriais. Tradicionalmente, a Sibéria se estende para o leste desde os Montes Urais até o Oceano Pacífico e inclui a maior parte da bacia de drenagem do Oceano Ártico. O rio Ienissei divide a Sibéria em duas partes, ocidental e oriental. A Sibéria se estende para o sul, do Oceano Ártico às colinas do centro-norte do Cazaquistão e às partes do norte da Mongólia e da China. A parte central da Sibéria (regiões econômicas da Sibéria Ocidental e Oriental) foi considerada a parte central da região na União Soviética. Além do núcleo, a parte ocidental da Sibéria inclui alguns territórios da região dos Urais, e a parte oriental foi historicamente chamada de Extremo Oriente Russo.
A Sibéria é conhecida mundialmente principalmente por seus invernos longos e rigorosos, com uma média de janeiro de −25 °C (−13 °F). Situa-se geograficamente na Ásia; no entanto, tendo sido colonizado e incorporado à Rússia, é cultural e politicamente uma parte da Europa. As influências culturais europeias, especificamente russas, predominam em toda a região, devido a esta ter tido emigração russa da Europa desde o século XVI, formando o subgrupo étnico russo siberiano. Mais de 85% da população da região é descendente de europeus.
Durante a era czarista e no regime soviético, devido ao seu isolamento geográfico e condições de vida difíceis, a Sibéria era o local principal de deportação de dissidentes políticos na Rússia, com várias gulags sendo construídas lá.

## Etimologia
A origem do nome é desconhecida. Algumas fontes dizem que "Sibéria" se origina da palavra tártara siberiana para "terra adormecida" (Sib ir). O uso moderno do nome foi registrado na língua russa após a conquista russa do canato siberiano. Uma outra variante afirma que a região recebeu o nome dos xibes. O historiador polonês Chyliczkowski propôs que o nome deriva da palavra protoeslava para "norte" (север, sever), o mesmo que Sevéria. Anatole Baikaloff rejeitou essa explicação. Ele disse que os vizinhos chineses, turcos e mongóis, que têm nomes semelhantes para a região, não sabiam russo. Ele sugere que o nome pode ser uma combinação de duas palavras de origem turca, "su" (água) e "bir" (terra selvagem). Outro relato vê o nome como o antigo etnônimo tribal dos sírtias, um grupo étnico paleoasiático assimilado pelos nenetses.